# Cromarty House

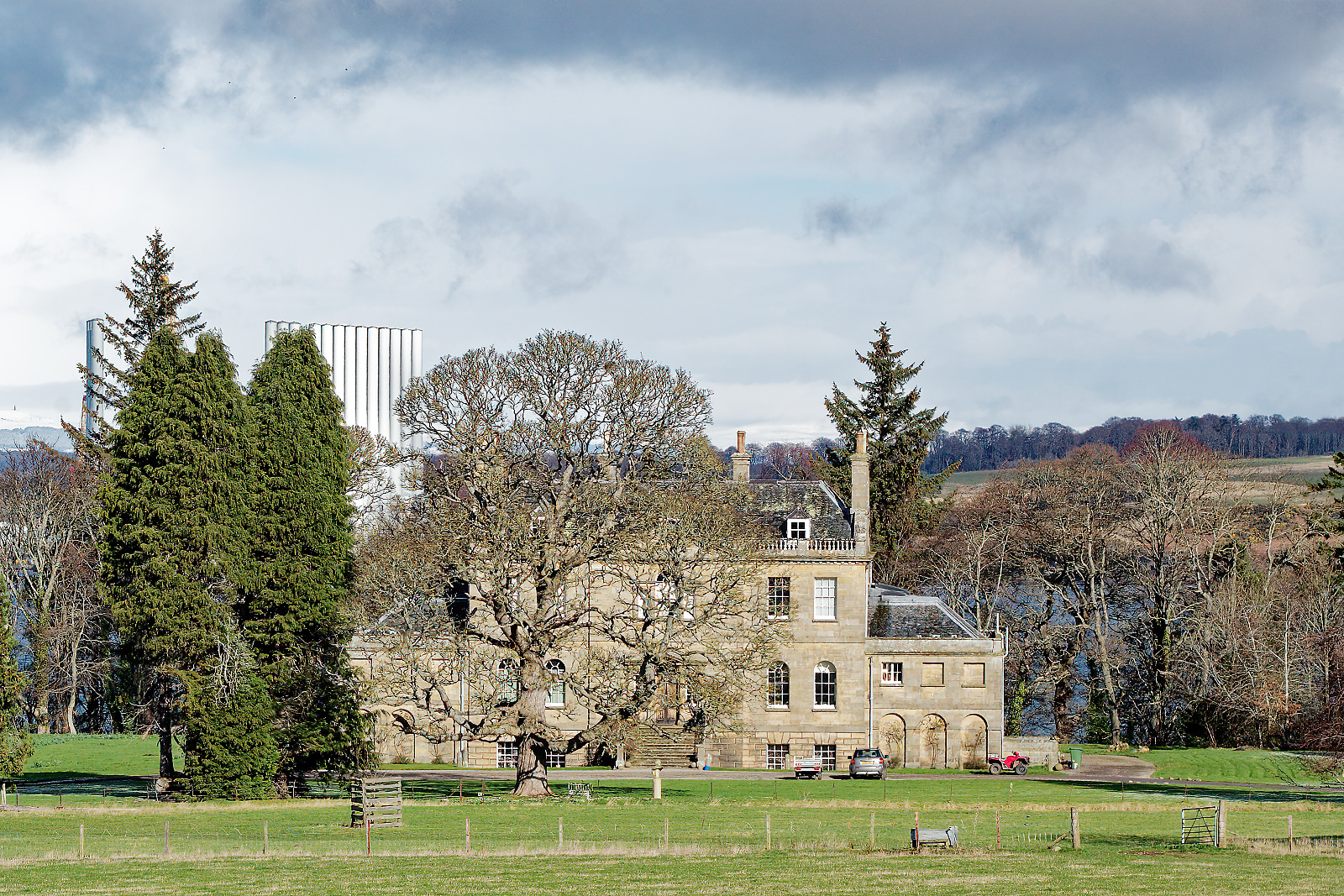
Cromarty House

Cromarty House ist ein Herrenhaus nahe der schottischen Ortschaft Cromarty in der Council Area Highland. 1971 wurde das Bauwerk in die schottischen Denkmallisten in der höchsten Denkmalkategorie A aufgenommen. Die zugehörigen Stallungen sind separat als Kategorie-A-Denkmal klassifiziert. Der Bedienstetentunnel ist hingegen als Denkmal der Kategorie B eingestuft, während die ehemalige Hauptpforte mit Lodge ein Kategorie-C-Denkmal ist. Das Gesamtanwesen ist im schottischen Register für Landschaftsgärten verzeichnet. In vier von sieben Kategorien wurde das höchste Prädikat „herausragend“ verliehen.

## Geschichte
Im 13. Jahrhundert befand sich am Standort ein Wehrbau des Clans Urquhart, welcher das administrative Zentrum des Sheriffdoms Cromarty bildete. Im Laufe des 15. Jahrhunderts entstand das Tower House Cromarty Castle, das Thomas Urquhart im Jahre 1632 um mehrere Wirtschaftsgebäude erweitern ließ. George Mackenzie, Viscount Tarbat erwarb das Anwesen in den 1680er Jahren und wurde später zum ersten Earl of Cromartie erhoben, obschon er das Anwesen zu diesem Zeitpunkt bereits an seinen zweiten Sohn Kenneth Mackenzie übertragen hatte. Infolge seiner Überschuldung sah sich George Mackenzie, 4. Baronet gezwungen, das Anwesen 1741 an John Urquhart zu veräußern, welcher der Clan-Linie der letzten Urquharts von Cromarty Castle entstammte. Bereits 22 Jahre später erwarb Patrick Murray, 5. Lord Elibank das Anwesen für seinen Neffen, William Johnstone, um diesem den Zugang zu einem Parlamentssitz zu ermöglichen. Als dies mit dem Gewinn des Mandats des Wahlkreises Cromartyshire bei den Britischen Unterhauswahl 1768 erreicht war, wurde Cromarty Castle noch im selben Jahr an den Politiker George Ross verkauft, der zahlreiche Bauwerke in Cromarty stiftete.
Im Jahre 1772 ließ Ross Cromarty Castle abtragen und durch das heutige Cromarty House ersetzen. Sein Erbe Alexander Gray Ross erbte auch die beträchtlichen Schulden seines Halbonkels, weshalb das Anwesen 1804 eingezogen wurde, als die Verpflichtungen aus den Verbindlichkeiten nicht mehr bedient werden konnten. 1847 kam Cromarty House wieder in den Besitz des Clans Ross. In der Folgezeit wurde das Anwesen entwickelt. Weiterhin hoch verschuldet veräußerte Walter Charteris Ross zunächst einige zugehörige Gehöfte. Sein Sohn entschloss sich schließlich im Jahre 1964 zum Verkauf von Cromarty House an die Familie Nightingale.

## Beschreibung
Das klassizistisch ausgestaltete Cromarty House steht isoliert am Südrand der Ortschaft Cromarty. Die südwestexponierte, und damit Cromarty und dem Cromarty Firth abgewandte, Hauptfassade des zweigeschossigen Herrenhauses ist fünf Achsen weit. Am Fuße ihres Mittelrisalits führt eine breite Außentreppe zum Hauptportal. Darüber ist ein bekröntes venezianisches Fenster mit darüberliegendem Okulus eingelassen. Der Risalit schließt mit einem Dreiecksgiebel. Um die schiefergedeckten Walmdächer mit ihren Walmdachgauben verläuft eine steinerne Balustrade. Die rückwärtige Fassade ist analog ausgestaltet, jedoch mit einer zentral heraustretenden, gerundeten Auslucht ausgeführt. Die Pavillons zu beiden Seiten sind mit Blendarkaden, Zierbändern und Plattformdächern gestaltet.

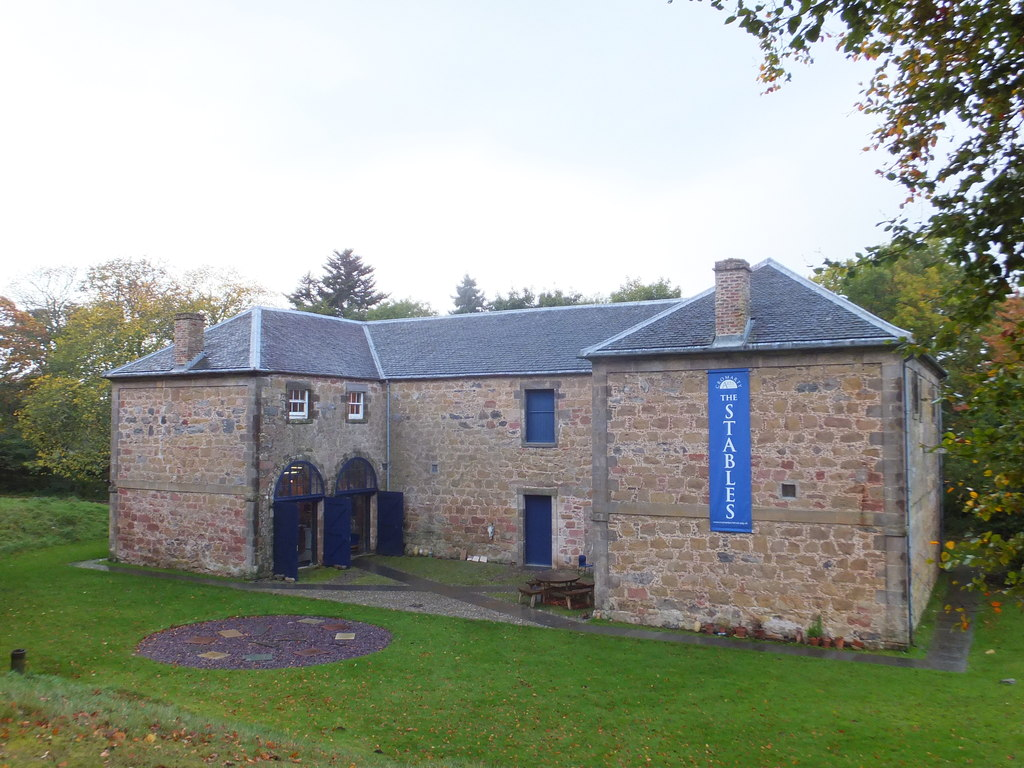
Stallungen

## Außenbauwerke

### Stallungen

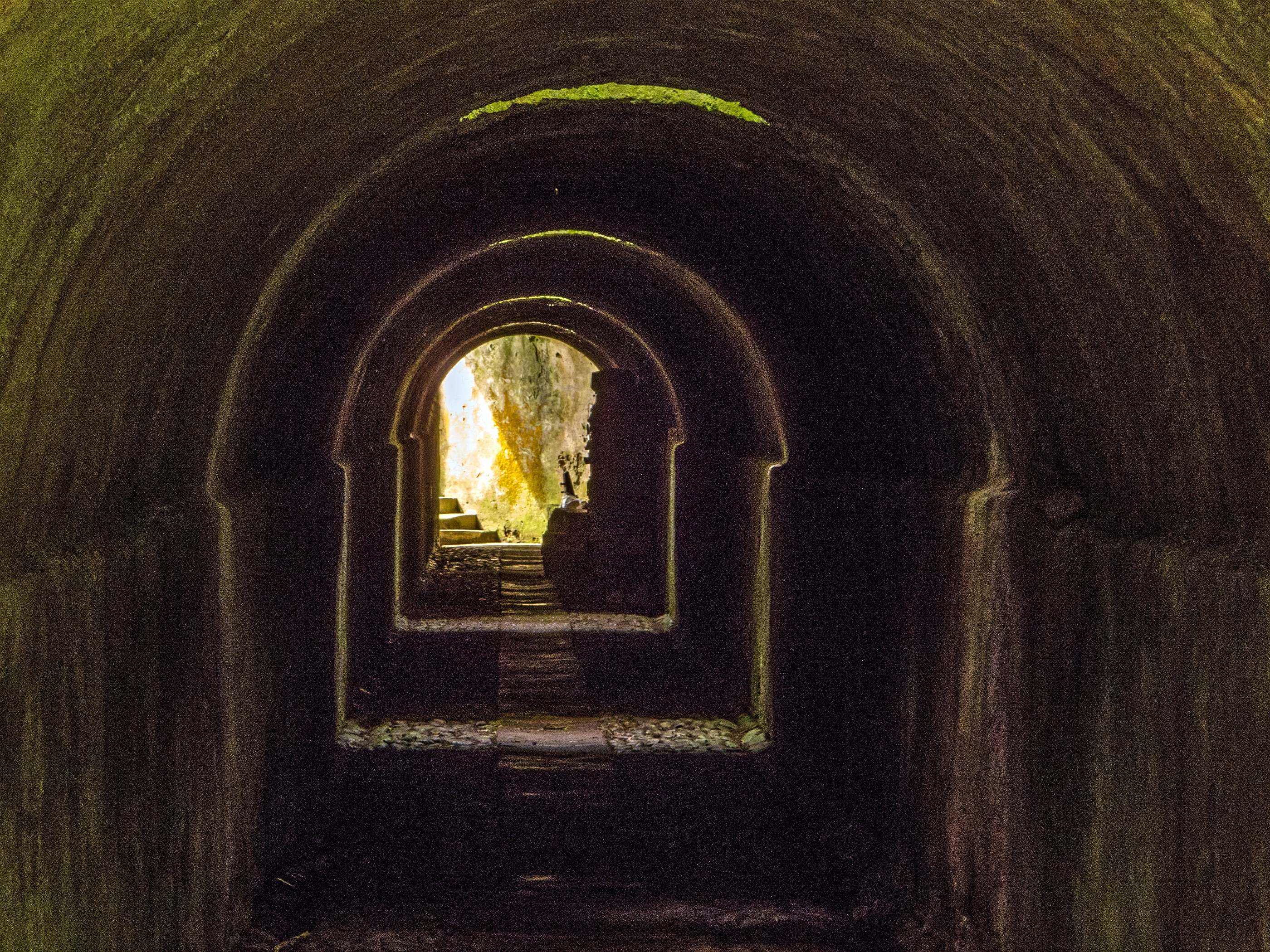
Bedienstetentunnel

Rund 200 Meter südöstlich des Herrenhauses befinden sich die Stallungen. Der zweigeschossige Komplex wurde um 1775 errichtet. Er weist einen U-förmigen Grundriss auf. Die sieben Achsen weite, nordexponierte Hauptfassade ist mit einer blinden Arkade mit halbkreisförmigen Bogenfenstern ausgeführt. Darüber sind sieben kleinere, längliche Sprossenfenster eingelassen, welche der Beleuchtung des Heubodens dienen. Ungleich dem Bruchsteinmauerwerk entlang der rückwärtigen Fassade, ist das Schichtenmauerwerk der Hauptfassade aus Steinquadern aufgebaut. Die kurzen rückwärtigen Fortsätze sind mit jeweils zwei segmentbogigen Toröffnungen ausgeführt. Darüber befinden sich zwei kleine Fenster der Bedienstetenquartiere. Das Gebäude schließt mit einem schiefergedeckten Walmdach.

### Bedienstetentunnel

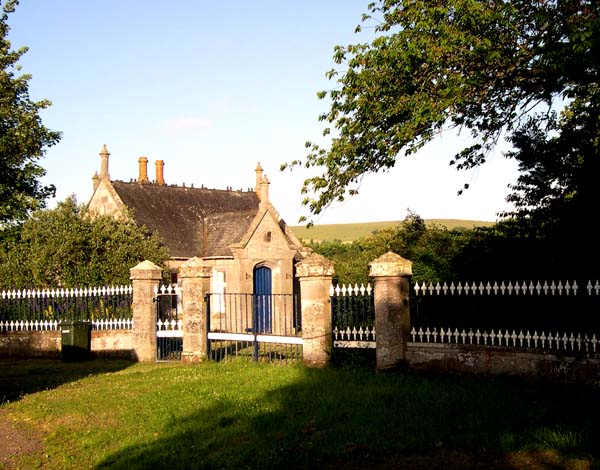
Hauptpforte mit Lodge

Der Bedienstetentunnel wurde während des späteren 19. Jahrhunderts angelegt. Er führt von der Bedienstetenpforte nordöstlich von Cromarty House bis unter das Herrenhaus. Der rund 60 Meter lange Gewölbetunnel ist mit runden Belüftungsschächten ausgeführt. Ein hohes Eisentor verschließt das große dorfseitige Tunnelportal mit seinem ausgemauerten Rundbogen. Jenseits des Eingangs sind zwei Kammern eingelassen, die an Eishäuser erinnern (Ein heute verfallenes Eishaus existiert anderenorts auf dem Anwesen). Hierbei handelt es sich um Ausschachtungen, welche zum Tunnelbau benötigt wurden und anschließend weiter Verwendung fanden. Der Tunnelboden ist mittig mit Steinplatten ausgelegt und zu beiden Seiten mit unregelmäßigen Steinen gepflastert.

### Hauptpforte
Die rund 700 Meter westlich von Cromarty House, abseits der A832 gelegene Hauptpforte wurde im Jahre 1851 errichtet. Die zugehörige Lodge weist einen L-förmigen Grundriss mit einem Kreuzgiebel an der westexponierten Hauptfassade auf. Ihre Fenster sind mit steinernen Fensterpfosten ausgeführt. An der Nordseite tritt eine abgekantete Auslucht heraus. Die Giebel des schiefergedeckten Satteldachs zieren tudorgotische Fialen.
Insgesamt bilden sechs polygonale Pfeiler mit pyramidalen Kappen die Pforte. Sie sind als flache Mauern fortgeführt, die einen gusseisernen Zaun tragen.